# 張惟一 (嘉靖進士)
張惟一（1503年—？），字守中，號白村，直隸保定府安肅縣人，民籍，明朝政治人物。

## 生平
嘉靖四年（1525年）乙酉科順天府鄉試第一名。嘉靖十七年（1538年），登戊戌科会试第六十八名，第二甲第一名進士，授礼部儀制司主事，升祠祭司员外郎。

## 家族
曾祖父張暠；祖父張亨；父張玉，教諭。母李氏。具庆下。兄惟精、弟惟時、惟幾、惟允、惟翰。